# Olympische Sommerspiele 1956/Leichtathletik – 3000 m Hindernis (Männer)

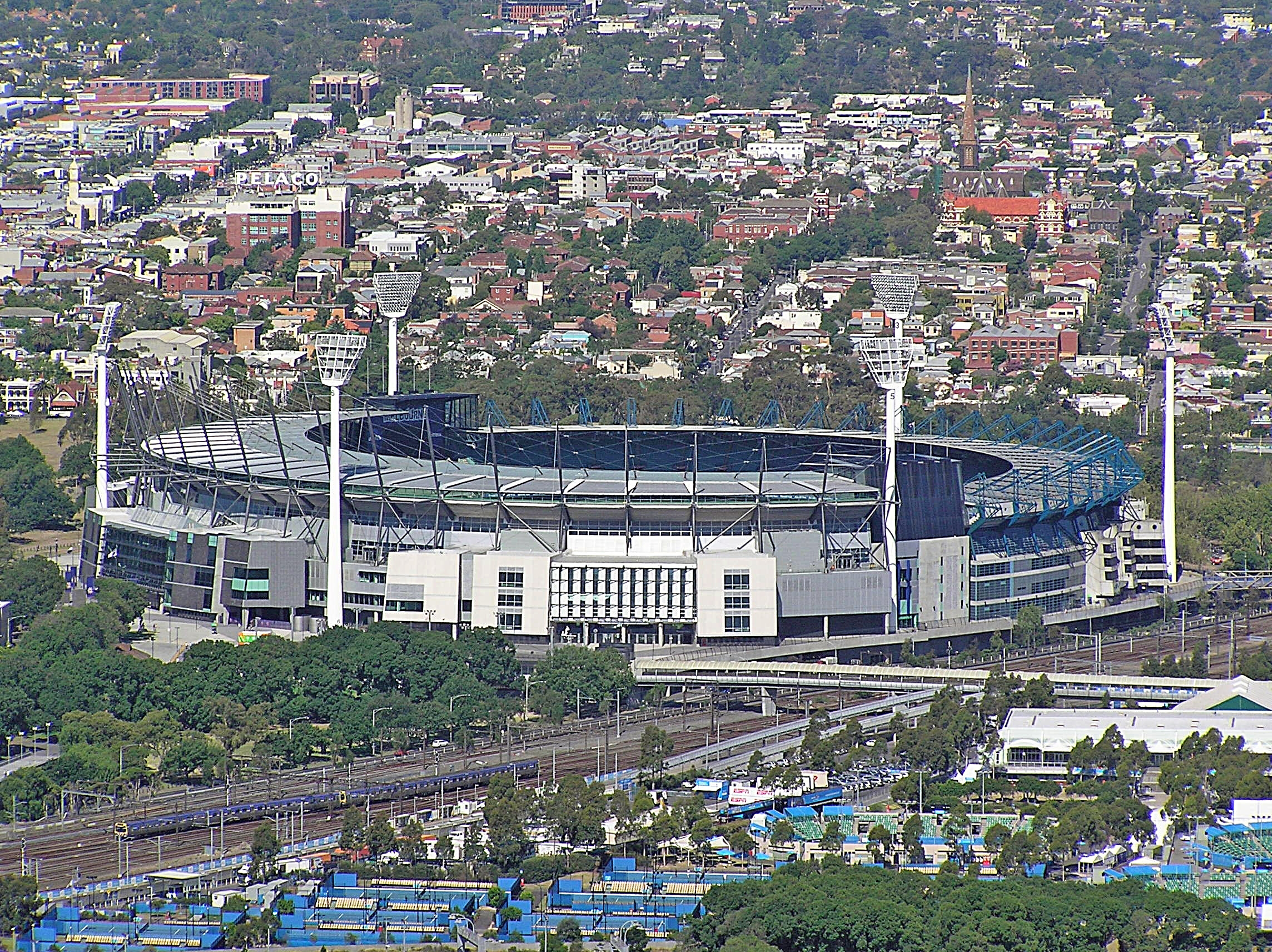
Melbourne Cricket Ground, Olympiastadion (hier im Jahr 2008)

Der 3000-Meter-Hindernislauf der Männer bei den Olympischen Spielen 1956 in Melbourne wurde am 27. und 29. November 1956 im Melbourne Cricket Ground ausgetragen. 23 Athleten nahmen teil. 
Olympiasieger wurde der Brite Chris Brasher. Er gewann vor dem Ungarn Sándor Rozsnyói und dem Norweger Ernst Larsen.
Schweizer und österreichische Athleten nahmen nicht teil. Aus Deutschland ging ein Athlet an den Start. Heinz Laufer erreichte im Finale Rang vier.

## Rekorde
Bis 1953 wurden in diesem Wettbewerb keine offiziellen Weltrekorde geführt. Die IAAF legte erst 1953 Einzelheiten zur Anzahl, Reihenfolge und Beschaffenheit der Hindernisse fest und führte erst von da an eine offizielle Weltrekordliste.

### Bestehende Rekorde
| Weltrekord         | 8:35,6 min | Sándor Rozsnyói ( Ungarn) | Budapest, Ungarn             | 16. September 1956 |
| Olympischer Rekord | 8:45,4 min | Horace Ashenfelter ( USA) | Finale OS Helsinki, Finnland | 25. Juli 1952      |

### Rekordverbesserung
Im Finale am 29. November verbesserte der britische Olympiasieger Chris Brasher den bestehenden olympischen Rekord um 4,2 Sekunden auf 8:41,2 min. Zum Weltrekord fehlten ihm 5,6 Sekunden.

## Durchführung des Wettbewerbs
23 Läufer traten am 27. November zu zwei Vorläufen an. Die jeweils fünf Laufschnellsten – hellblau unterlegt – qualifizierten sich für das Finale am 29. November.

## Zeitplan
27. November, 16:00 Uhr: Vorläufe

29. November, 16:00 Uhr: Finale
Anmerkung: Alle Zeiten sind als Ortszeit von Melbourne angegeben. (UTC + 10)

## Vorläufe
Datum: 27. November 1956, ab 16:00 Uhr

### Vorlauf 1

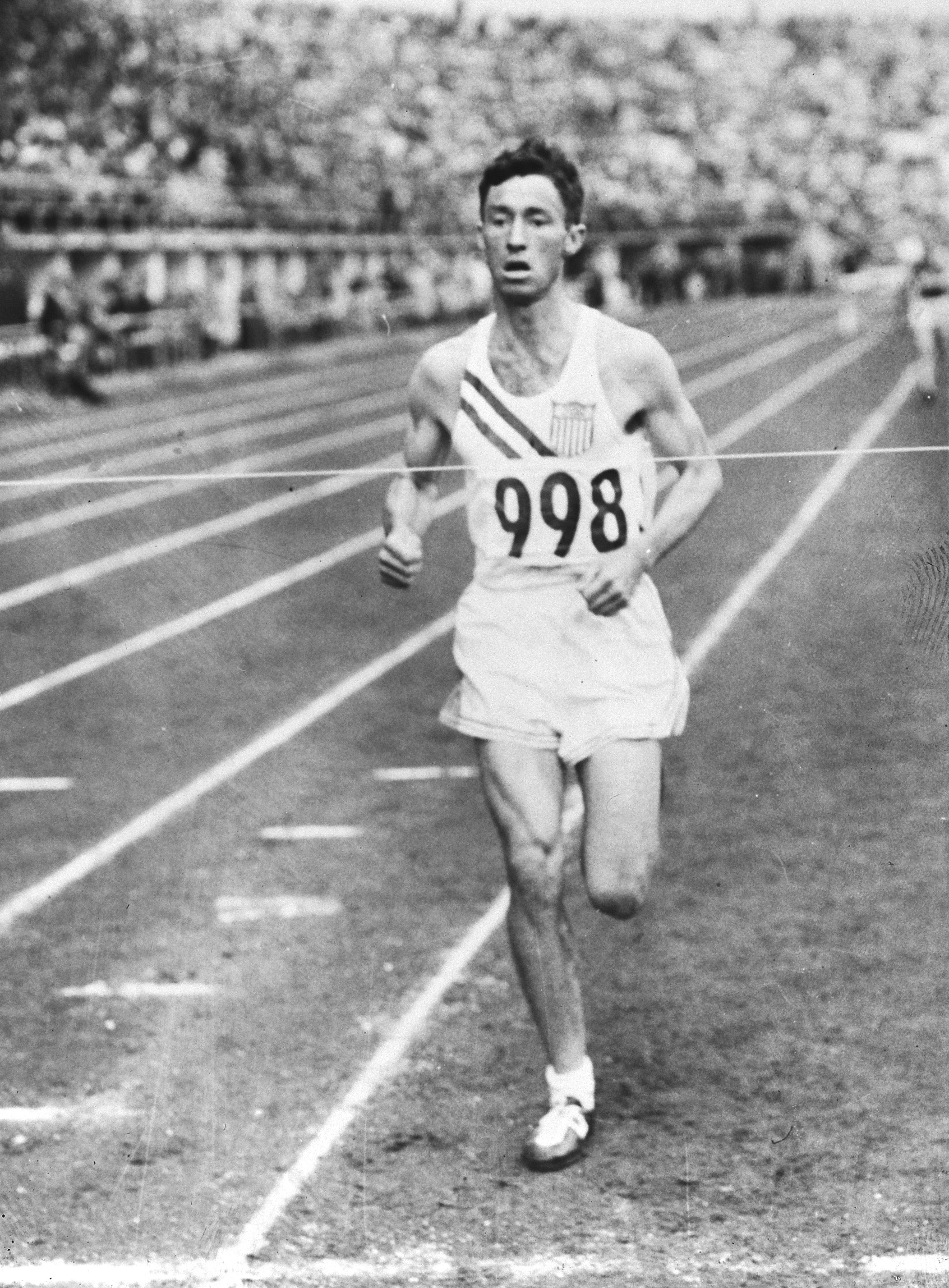
Horace Ashenfelter – Olympiasieger von 1952 – ausgeschieden als Sechster des ersten Vorlaufs
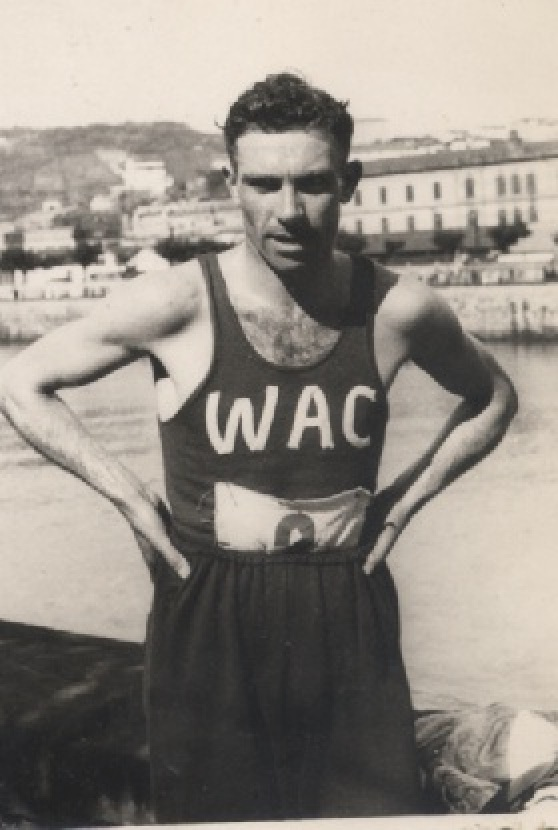
Frans Herman – im ersten Vorlauf das Ziel nicht erreicht

| Platz | Name                   | Nation         | Offizielle Zeit handgestoppt | Inoffizielle Zeit elektronisch |
| ----- | ---------------------- | -------------- | ---------------------------- | ------------------------------ |
| 1     | Sándor Rozsnyói        | Ungarn         | 8:46,6 min                   | 8:46,89 min                    |
| 2     | John Disley            | Großbritannien | 8:46,6 min                   | 8:46,93 min                    |
| 3     | Ernst Larsen           | Norwegen       | 8:46,8 min                   | 8:46,96 min                    |
| 4     | Deacon Jones           | USA            | 8:47,4 min                   | 8:47,57 min                    |
| 5     | Zdzisław Krzyszkowiak  | Polen          | 8:48,0 min                   | 8:48,29 min                    |
| 6     | Horace Ashenfelter     | USA            | 8:51,0 min                   | 8:51,12 min                    |
| 7     | Wassili Wlassenko      | Sowjetunion    | 8:55,0 min                   | 8:54,99 min                    |
| 8     | Georgios Papavasileiou | Griechenland   | 8:55,6 min                   | 8:55,93 min                    |
| 9     | Jewgeni Kadjaikin      | Sowjetunion    | 9:09,6 min                   | k. A.                          |
| 10    | Graham Thomas          | Australien     | 9:09,8 min                   | k. A.                          |
| 11    | Olavi Rinteenpää       | Finnland       | 9:10,0 min                   | k. A.                          |
| DNF   | Frans Herman           | Belgien        |                              |                                |

### Vorlauf 2
| Platz | Name                  | Nation         | Offizielle Zeit handgestoppt | Inoffizielle Zeit elektronisch |
| ----- | --------------------- | -------------- | ---------------------------- | ------------------------------ |
| 1     | Eric Shirley          | Großbritannien | 8:52,6 min                   | 8:52,72 min                    |
| 2     | Semjon Rschischtschin | Sowjetunion    | 8:53,0 min                   | 8:53,18 min                    |
| 3     | Heinz Laufer          | Deutschland    | 8:53,0 min                   | 8:53,23 min                    |
| 4     | Chris Brasher         | Großbritannien | 8:53,8 min                   | 8:54,19 min                    |
| 5     | Neil Robbins          | Australien     | 8:55,4 min                   | 8:55,62 min                    |
| 6     | Gunnar Tjörnebo       | Schweden       | 9:02,0 min                   | 9:02,13 min                    |
| 7     | Ilkka Auer            | Finnland       | 9:04,0 min                   | 9:04,57 min                    |
| 8     | László Jeszenszky     | Ungarn         | 9:04,2 min                   | 9:04,99 min                    |
| 9     | Phil Coleman          | USA            | 9:10,0 min                   | k. A.                          |
| 10    | Ron Blackney          | Australien     | 9:16,0 min                   | k. A.                          |
| DNF   | Eduardo Fontecilla    | Chile          |                              |                                |
| DNS   | Jerzy Chromik         | Polen          |                              |                                |

## Finale

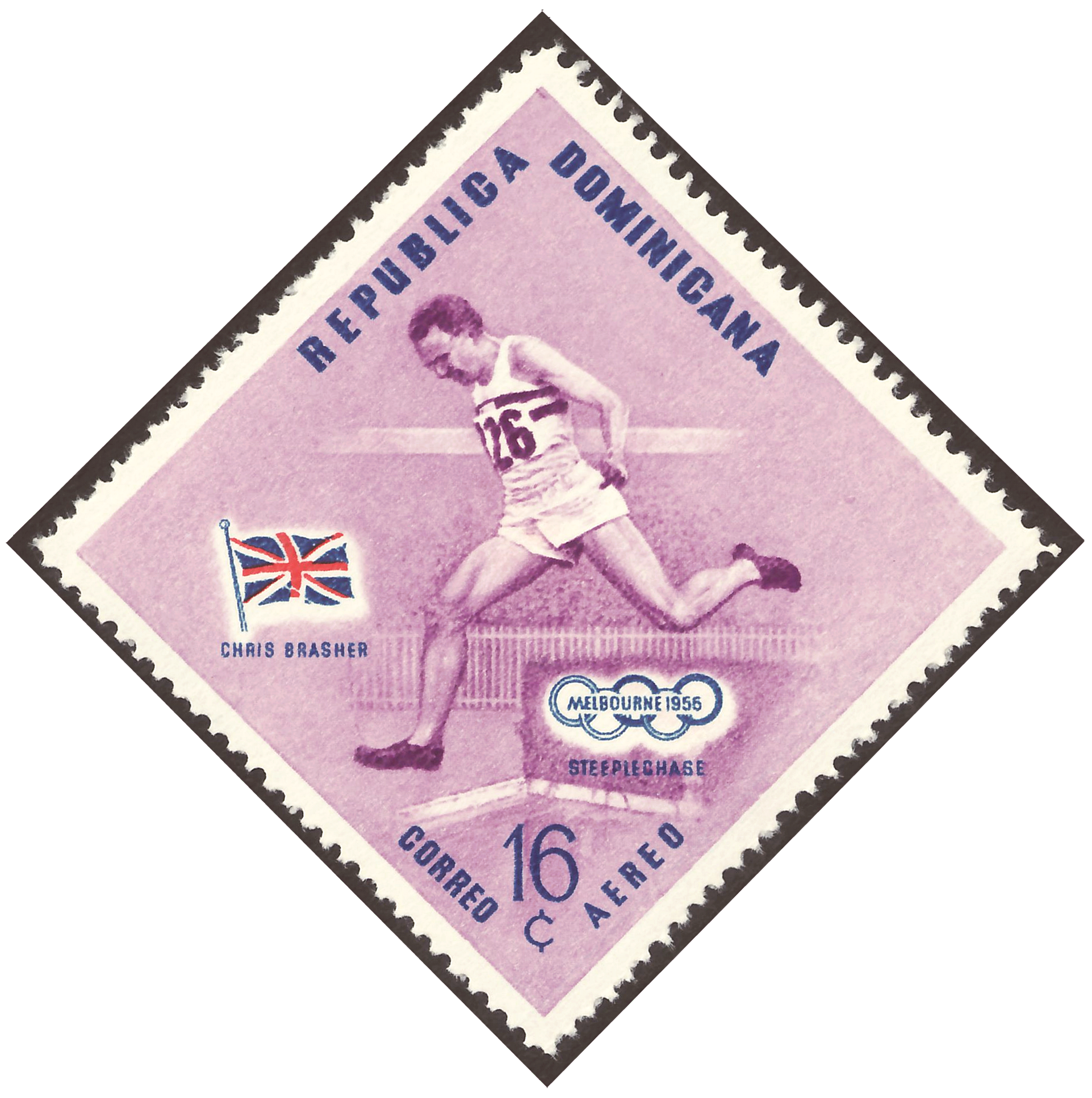
Mit neuem olympischem Rekord wurde Chris Brasher Olympiasieger (der Athlet hier auf einer dominicanischen Briefmarke)

Datum: 29. November 1956, 16:00 Uhr
| Platz | Name                  | Nation         | Offizielle Zeit handgestoppt | Inoffizielle Zeit elektronisch |
| ----- | --------------------- | -------------- | ---------------------------- | ------------------------------ |
| 1     | Chris Brasher         | Großbritannien | 8:41,2 min OR                | 8:41,35 min                    |
| 2     | Sándor Rozsnyói       | Ungarn         | 8:43,6 min000                | 8:43,68 min                    |
| 3     | Ernst Larsen          | Norwegen       | 8:44,0 min000                | 8:44,05 min                    |
| 4     | Heinz Laufer          | Deutschland    | 8:44,4 min000                | 8:44,53 min                    |
| 5     | Semjon Rschischtschin | Sowjetunion    | 8:44,6 min000                | 8:44,58 min                    |
| 6     | John Disley           | Großbritannien | 8:44,6 min000                | 8:44,79 min                    |
| 7     | Neil Robbins          | Australien     | 8:50,0 min000                | 8:50,36 min                    |
| 8     | Eric Shirley          | Großbritannien | 8:57,0 min000                | k. A.                          |
| 9     | Deacon Jones          | USA            | 9:13,0 min000                | k. A.                          |
| DNS   | Zdzisław Krzyszkowiak | Polen          |                              |                                |

Horace Ashenfelter, 1952 noch Olympiasieger auf dieser Distanz, erreichte in seinem Vorlauf hier in Melbourne mit 8:51,0 min exakt seine Vorlaufzeit von vor vier Jahren, mit der er damals dieses Rennen gewonnen und gleichzeitig einen neuen olympischen Rekord aufgestellt hatte. Diesmal reichte das nicht einmal mehr, um das Finale zu erreichen.
In einem zügig gelaufenen Finalrennen setzte sich der Norweger Ernst Larsen an die Spitze, gefolgt vom Briten John Disley. Das Feld blieb dicht zusammen. In der letzten Runde führte der ungarische Weltrekordhalter Sándor Rozsnyói vor Larsen und dem Briten Christopher Brasher. Am Hindernis auf der Gegengeraden schob sich Brasher zwischen seine beiden Kontrahenten und passierte sie. Bei diesem Überholvorgang kam es zwischen Brasher und Larsen zu einem Kontakt. Brasher durchlief als Erster das Ziel, hinter ihm lagen in dieser Reihenfolge Rozsnyói, Larsen, der Deutsche Heinz Laufer, der sowjetischen Ex-Weltrekordler Semjon Rschischtschin und Disley. Alle diese sechs Läufer unterboten den bis dahin bestehenden Olympiarekord.
Wegen des Kontakts beim Überholen wurde Brasher zunächst disqualifiziert. Die Disqualifikation wurde später jedoch vor allem aufgrund der Unterstützung durch die anderen Finalisten zurückgenommen. Larsen gab an, er habe sich nicht behindert gefühlt.
Sándor Rozsnyói und Ernst Larsen gewannen die ersten Medaillen ihrer Länder in dieser Disziplin.
Der Europameister von 1954 Rozsnyói nutzte die Olympischen Spiele zur Flucht aus dem von der Sowjetunion besetzten Ungarn und gab später den Wettkampfsport auf, nachdem ihm die IAAF untersagt hatte, für Österreich bei den Europameisterschaften 1958 an den Start zu gehen.

## Video
- 1956 Melbourne Olympics!, Bereich 3:09 min – 3:35 min, youtube.com, abgerufen am 3. Oktober 2017